# So Random!
So Random! (no Brasil: Sem Sentido estilizado como seᴟ sent¡:DO ou sem sen:TiDO; em Portugal: So Random! estilizado como SO R@n:DOᴟ!) é uma série de televisão norte-americana original do Disney Channel, que estreou em 5 de junho de 2011 nos Estados Unidos e em 5 de Outubro de 2011 (tendo sua pré-estreia dia 25 de setembro de 2011) no Brasil. A série é um spin-off de Sunny Entre Estrelas e trata do programa de televisão do gênero comédia que era um dos elementos da série.

## Sinopse
Cada episódio apresenta pequenos quadros de comédia com o elenco da série e um convidado especial. Diferentes de outras séries da Disney, em So Random! a platéia interage com os atores. Cada episódio tem o nome do seu convidado especial.
Originalmente, Demi Lovato fazia parte da série no elenco original de Sunny entre estrelas porém no mesmo período da gravação de So Random! Demi estava internada em uma clínica de recuperação por conta da automutilação, distúrbios alimentares e bipolares, então foi substituida por Sterling Knight e seu personagem Chad Dylan Cooper que na série Sunny entre estrelas era o ator principal da série Mackenzie Falls e inimigo declarado do elenco de So Random! até iniciar um romance com Sunny Monroe.

## Elenco
- Tiffany Thornton como Tawni Hart
- Sterling Knight como Chad Dylan Cooper
- Brandon Mychal Smith como Nico Harris
- Doug Brochu como Grady Mitchell
- Allisyn Ashley Arm como Zora Lancaster

### Elenco de apoio
| Elenco de apoio  | Elenco de apoio          | Elenco de apoio    | Elenco de apoio |
| Personagem       | Ator                     | Total de Episódios |                 |
| ---------------- | ------------------------ | ------------------ | --------------- |
| Matthew Bailey   | Matthew Scott Montgomery | 23                 |                 |
| Shayne Zabo      | Shayne Topp              | 23                 |                 |
| Damien Johanssen | Damien C. Haas           | 22                 |                 |
| Vários           | Audrey Whitby            | 13                 |                 |
| Grace Wetzel     | Grace Bannon             | 8                  |                 |
| Bridget Cook     | Bridget Shergalis        | 5                  |                 |

## Músicas
- Sem Sentido! – Vagner Fagundes e Elenco de Dublagem
- "Sandália e Meia" por Footy Scent com Hush Puppy – Silas Borges e Vagner Fagundes
- "Aprendendo com Gramática" por MC Gramática – Vagner Fagundes com Andressa Andreatto, Fred Silveira e Fábio Lucindo
- "Rap das Garotazz de Aparelho" por Garotazz de Aparelho – Bianca Alencar e Priscila Franco com Vagner Fagundes e Diego Lima
- "Ketchup em Tudo" por Tomatow Sue and the Posse – Bianca Alencar e Elenco do Sem Sentido
- "Calças pra Doces" por Footy Scent com Hush Puppy – Silas Borges e Vagner Fagundes
- "O Presente da Gramática" por MC Grammar com Erro de Digitação e Dr. Dreidel - Vagner Fagundes com Felipe Zilse, Fábio Lucindo, Andressa Andreatto e Bianca Alencar
- "Faça o Angus" por Angus com Gila - Tiago Longo com Marisol Ribeiro
- "So Random!" por Brandon Mychal Smith.

## Dublagem
| Elenco de dublagem       | Elenco de dublagem | Elenco de dublagem  | Elenco de dublagem        |
| Ator/Atriz               | Personagem         | Dublagem brasileira | Dublagem portuguesa       |
| ------------------------ | ------------------ | ------------------- | ------------------------- |
| Tiffany Thornton         | Tawni Hart         | Marisol Ribeiro     | Sandra de Castro          |
| Sterling Knight          | Chad Dylan Cooper  | Fábio Lucindo       | João Duarte               |
| Brandon Mychal Smith     | Nico Harris        | Vagner Fagundes     | Rui Raposo                |
| Doug Brochu              | Grady Mitchell     | Silas Borges        | Pedro Barbeitos           |
| Allisyn Ashley Arm       | Zora Lancaster     | Bianca Alencar      | Joana Dinis               |
| Shayne Topp              | Shayne Zabo        | Felipe Zilse        | Peter Michael             |
| Damien Haas              | Damien Johanssen   | Diego Lima          | Informação não disponível |
|                          | Gabrielle Rosen    | Melissa Garcia      | Raquel Ferreira           |
| Matthew Scott Montgomery | Mathew Bailey      | Thiago Longo        | Marcos Medeiros           |
|                          | Zach Feldman       | Bruno Silva         | Juan Pereira              |
| Audrey Whitby            | Audrey Vale        | Jussara Marques     | Informação não disponível |
| Grace Bannon             | Grace Wetzel       | Priscila Franco     | Carla Garcia              |
| Bridget Shergalis        | Bridget Cook       | Andressa Andreatto  | Carla Garcia              |

 Créditos da dublagem brasileira: 

Estúdio de dublagem: TV Group Brasil (Acrisound) 

Direção de dublagem: Rodrigo Andreatto 

Tradução: Marco Aurélio Nunes 

Técnico de mixagem: Damian Seoane

Canção de abertura (Vocais): Fred Silveira, Cidalia Castro, Andressa Andreatto e Guilherme Lobo 

Direção musical: Rodrigo Andreatto 